# Automeris cosangana
Automeris cosangana é uma espécie de mariposa do gênero Automeris, da família Saturniidae.
Sua ocorrência foi registrada no Equador, província de Napo, estrada Cosanga-Los Caucheras, a 2.150 m de altitude.